# Kosta Vangjeli
Kosta Vangjeli (Salonicco, 21 luglio 2000) è un calciatore albanese, difensore dello Skënderbeu.

## Carriera

### Club
Cresciuto nelle giovanili della squadra albanese dello Skënderbeu.

### Nazionale
Ha giocato nella nazionale albanese Under-21.

## Statistiche

### Presenze e reti nei club
Statistiche aggiornate al 16 settembre 2024.
| Stagione        | Squadra         | Campionato      | Campionato | Campionato | Coppe nazionali | Coppe nazionali | Coppe nazionali | Coppe continentali | Coppe continentali | Coppe continentali | Altre coppe | Altre coppe | Altre coppe | Totale | Totale |
| Stagione        | Squadra         | Comp            | Pres       | Reti       | Comp            | Pres            | Reti            | Comp               | Pres               | Reti               | Comp        | Pres        | Reti        | Pres   | Reti   |
| --------------- | --------------- | --------------- | ---------- | ---------- | --------------- | --------------- | --------------- | ------------------ | ------------------ | ------------------ | ----------- | ----------- | ----------- | ------ | ------ |
| 2019-2020       | Skënderbeu      | KS              | 4          | 0          | CA              | 2               | 0               | -                  | -                  | -                  | -           | -           | -           | 6      | 0      |
| 2020-2021       | Skënderbeu      | KS              | 23         | 3          | CA              | 5               | 0               | -                  | -                  | -                  | -           | -           | -           | 28     | 3      |
| 2021-2022       | Skënderbeu      | KS              | 34         | 0          | CA              | 5               | 1               | -                  | -                  | -                  | -           | -           | -           | 39     | 1      |
| 2023-2024       | Skënderbeu      | KS              | 26+2       | 0          | CA              | 1               | 0               | -                  | -                  | -                  | -           | -           | -           | 29     | 0      |
| 2024-2025       | Skënderbeu      | KS              | 5          | 0          | CA              | 0               | 0               | -                  | -                  | -                  | -           | -           | -           | 5      | 0      |
| Totale carriera | Totale carriera | Totale carriera | 92+2       | 3+0        |                 | 13              | 1               |                    | -                  | -                  |             | -           | -           | 107    | 4      |